# イサベラ州
イサベラ州（イサベラしゅう、Province of Isabela）は、フィリピン北部ルソン島にある州で、カガヤン・バレー地方（Cagayan Valley, Region II）に属している。州都はイラガン（Ilagan）である。面積は10,664.6km2で国内第2位の広さ、人口は1,593,566人（2015年）。

## 名称
州の名称はスペインの女王イサベル2世に因んだもの。

## 歴史
1995年、北イサベラ州と南イサベラ州の南北2つに分割する予定であったが、議会の反対により白紙となった。
中国の南シナ海におけるフィリピンへの圧迫や台湾有事に対応するため、米軍基地が建設されることを2023年4月3日にフィリピン政府が発表した。

## 地理
北にカガヤン州、南にヌエヴァ・ヴィスカヤ州、中部ルソン地方のアウロラ州、西にコルディリェラ行政地域のカリンガ州、マウンテン州、イフガオ州と接している。東部にはフィリピン海に面しているが、海岸線にはシエラマドレ山脈が聳えていて、州の中央にはカガヤン川が北へと流れている。